# Гильгильчай
Гильгильчай (азерб. Gilgilçay) — река в Азербайджане, протекает по территории Губинского и Шабранского районов.

## Описание
Исток Гильгильчая расположен на северо-восточных склонах Главного Кавказского хребта, на высоте 1980 м. Река в основном питается дождевыми водами. Длина Гильгильчая составляет 72 км, площадь бассейна — 733 км², годовой речной сток — 27 млн. м³. Впадает в Каспийское море.